# Łaszkiwka (przystanek kolejowy)
Łaszkiwka (ukr. Лашківка, ros. Лашковка) – przystanek kolejowy w miejscowości Łaszkiwka, w rejonie czerniowieckim, w obwodzie czerniowieckim, na Ukrainie.